# エセル・キャリック
エセル・キャリック（英語: Ethel Carrick、結婚後はエセル・キャリック・フォックス 英語: Ethel Carrick Fox、1865年3月12日 - 1952年6月17日）はイギリス生まれの画家である。オーストラリア、メルボルン出身の画家、E・フィリップス・フォックス(1865-1915)と結婚した。夫が加わっていたオーストラリアで印象派の影響を受けた画家のグループ、「ハイデルバーグ派」の画家たちとともに論じられる画家である。

## 略歴
グレーター・ロンドンのアクスブリッジの裕福な生地屋の娘に生まれた。ロンドンで音楽をギルドホール音楽演劇学校で学び、絵画をスレード美術学校でヘンリー・トンクスに学んだ 。1903年にロンドンの展覧会に作品を出展した。1901年からヨーロッパで活動をしていたメルボルン出身の画家、E・フィリップス・フォックスと1905年に結婚し、その後も夫とともにパリのサロン・ドートンヌやロンドンのロイヤル・アカデミー・オブ・アーツの展覧会に出展し、オーストラリアの有名な画廊でも展示会を開いた 。夫婦でイタリア、スペインを旅した後、1908年からパリに住んだ。1911年、彼女はサロン・ドートンヌの役員(sociétaire）に選ばれ、1912年から1925年頃まで審査員を務めた。この時代の女性としては異例の地位であり、キャリックがパリの美術界で高く評価されていたことを示している。
1913年に夫婦でオーストラリアに移った後、第一次世界大戦が始まり、夫妻は戦争支援や赤十字のための資金集めの活動をした。1915年に夫が癌で亡くなった後、1916年からインドを含む南アジアやヨーロッパを旅をし作品を描く生活を続けた。ときおり、オーストラリアに戻り、作品を展示し、オーストラリア国内の風景も描いた。1920年代には、パリの私立の美術学校、アカデミー・ドゥ・ラ・グランド・ショミエールで教え、生徒には多くのオーストラリア人やアメリカ人もいた。
1952年にメルボルンで亡くなった。
印象派、ポスト印象派のスタイルの画家であった。

## 作品

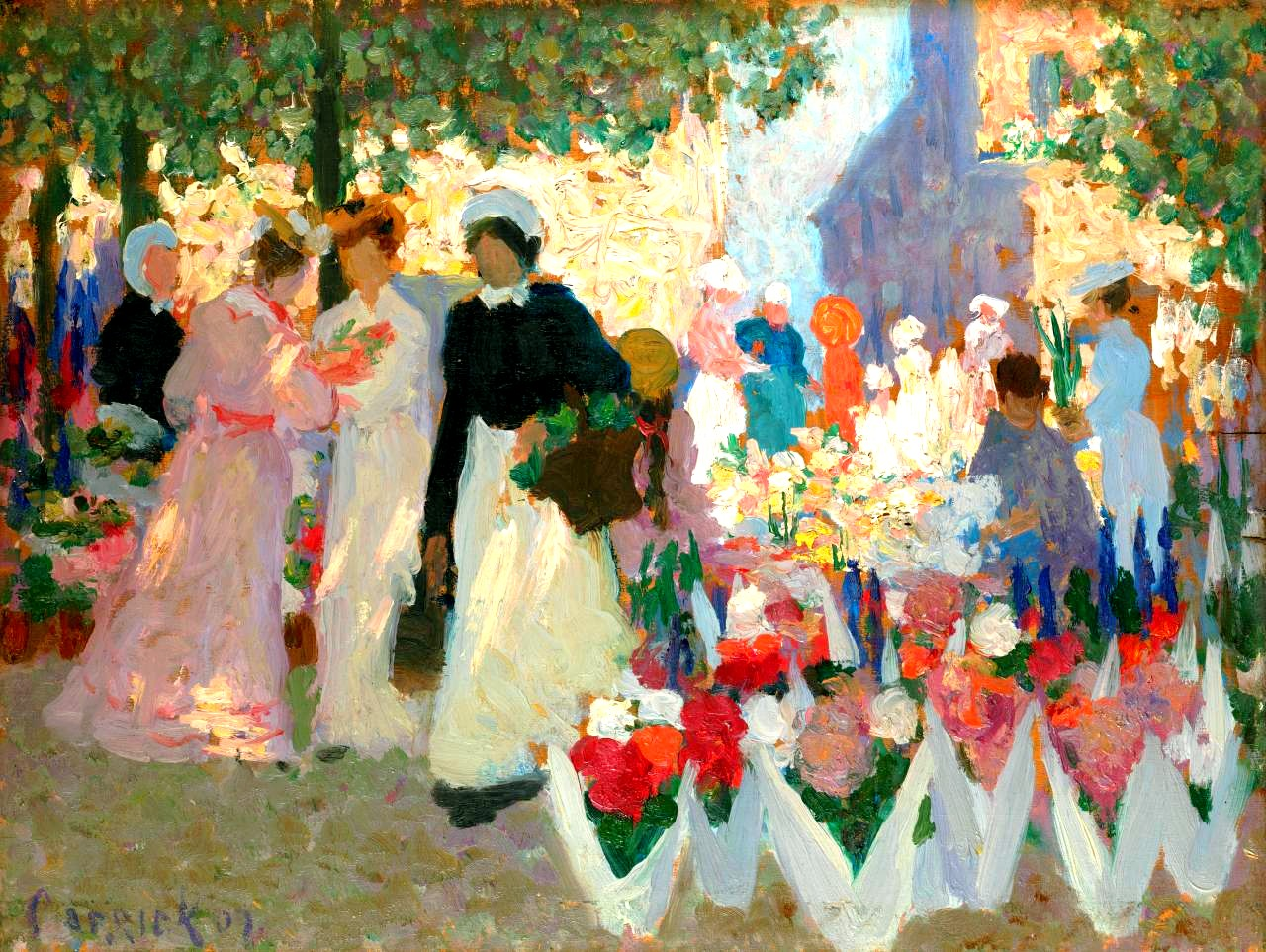
花市場(1907) ビクトリア国立美術館
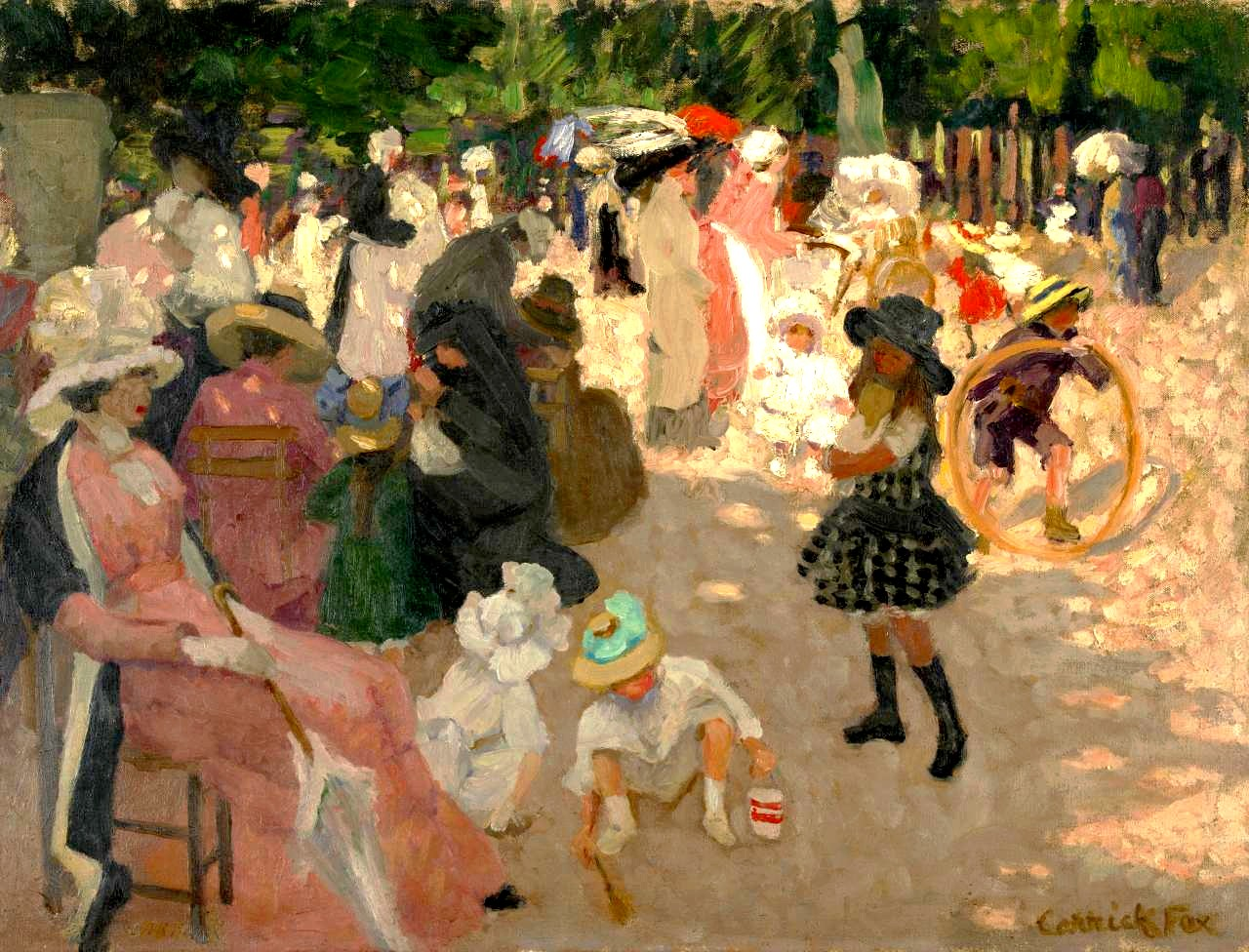
リュクサンブール公園(1908) ビクトリア国立美術館
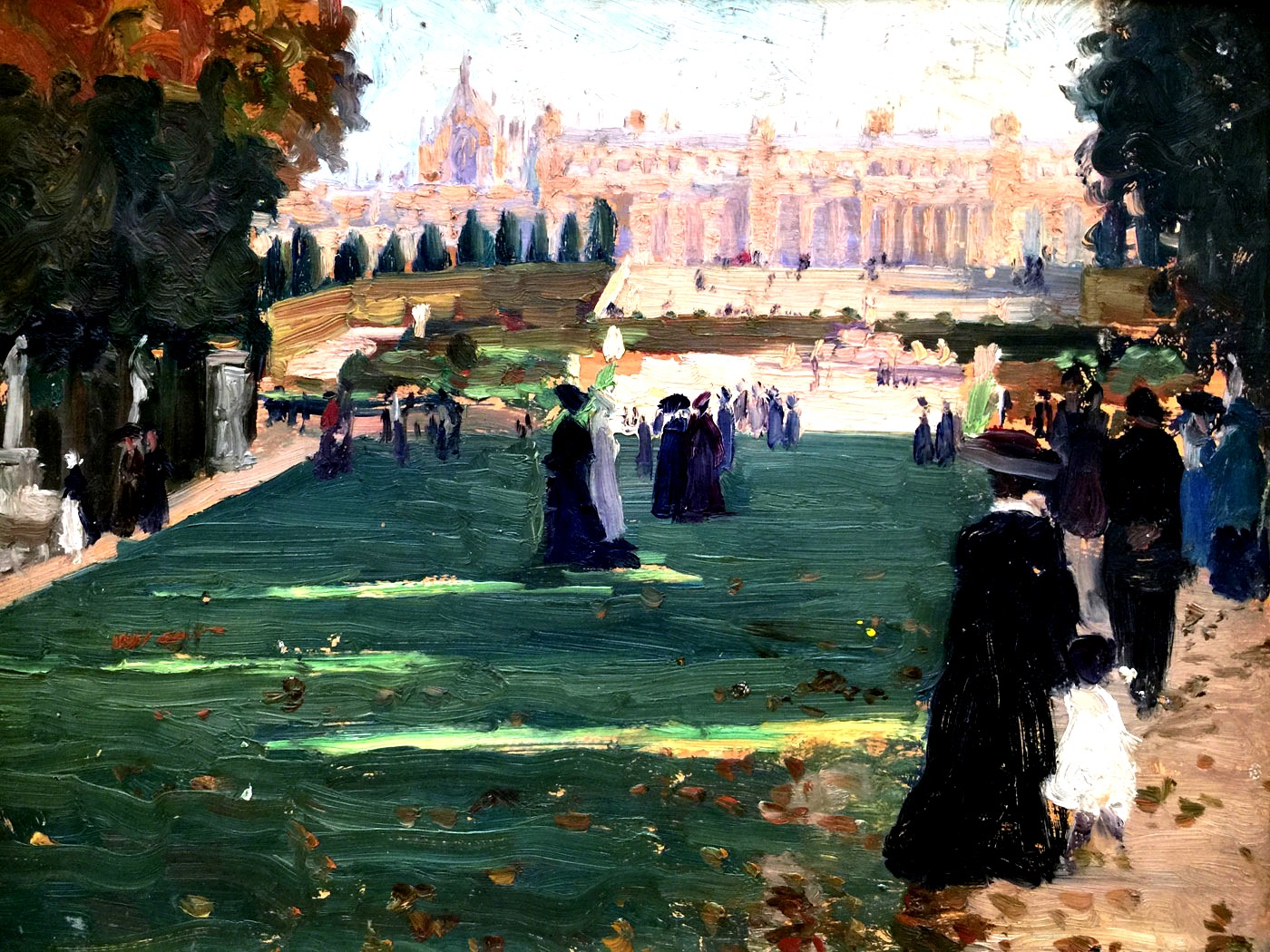
風景画 (c.1909)

## 関連文献
- Howe, Elin. "Ethel Carrick Fox: The Cheat or the Cheated?". In Wallflowers and Witches: Women and Culture in Australia, 1910-1945, ed. Maryanne Dever. St. Lucia: University of Queensland Press, 1994, pp. 105–14
- Pigot, John. "Les femmes orientalistes: Hilda Rix Nichols and Edith Carrick Fox in the East". Strange Women: Essays in Art and Gender, ed. Jeannette Hoorn. University of Melbourne Press, 1994, pp. 155–68
- Ethel Carrick Fox [Australian art and artists file], State Library Victoria